# Calibro

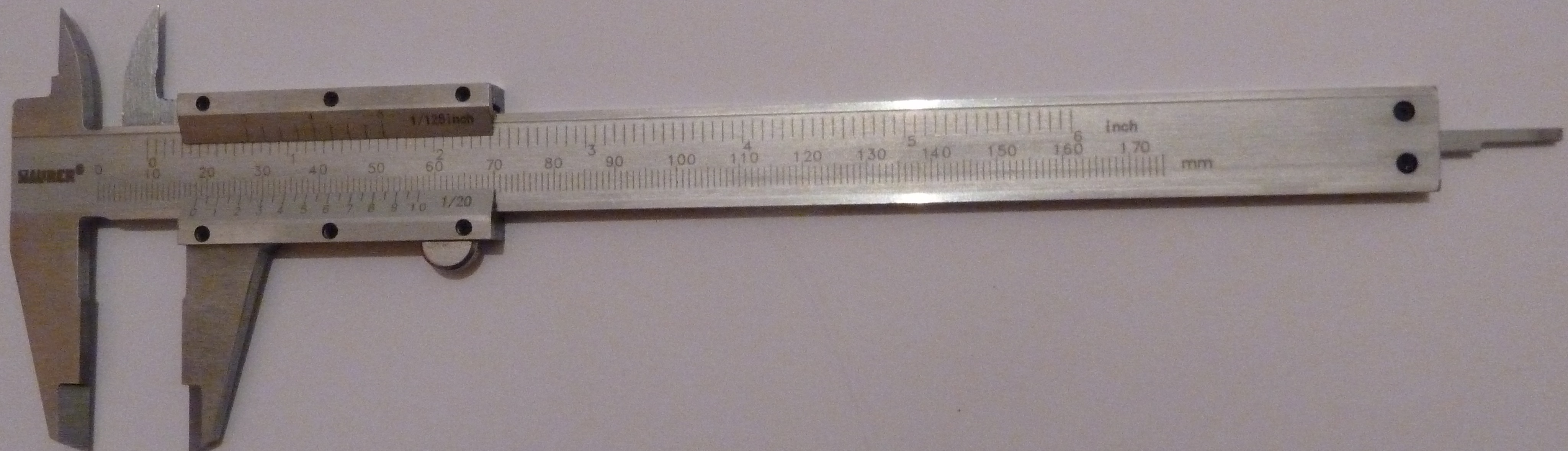
Calibro a nonio

Il calibro (dal Latino (ali)qua libra = di un certo peso/misura) è uno strumento di misura della lunghezza, adatto a misurare la larghezza  e la lunghezza di un oggetto, la distanza tra due facce piane o la profondità di un foro. Gli strumenti in commercio hanno tipicamente una risoluzione pari a un decimo, un ventesimo, un cinquantesimo o un centesimo di millimetro.
La sua invenzione risale al 1632 ed è attribuita al francese Pierre Vernier, che progettò la forma attuale del calibro perfezionando l'invenzione del nonio da parte di Pedro Nunes (1542). Particolari tipi di calibro a compasso compaiono nella seconda metà del '500 come il calibro per proiettili realizzato da Lorenzo Batecin.
È utilizzato principalmente nell'ingegneria meccanica e nelle costruzioni, per misurare la distanza tra due pareti simmetricamente opposte. Ci sono diversi tipi di calibro tra cui il  calibro a cavaliere, il calibro a compasso, il calibro a corsoio. Nella metrologia internazionale, espressa in lingua inglese, il termine gauge sta genericamente per calibro.
Un calibro può consistere in un semplice compasso o essere dotato di scala di lettura, come nel caso del calibro a corsoio a nonio (noto anche come calibro Vernier). Col nome di calibro Palmer si indica uno strumento più preciso, detto anche micrometro.

## Calibro a cavaliere

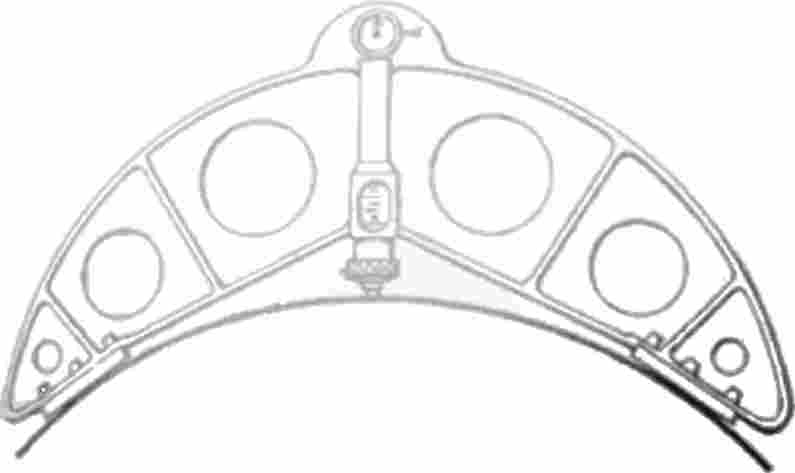
Calibro (o micrometro) a cavaliere

Definito anche micrometro a cavaliere perché va a "cavallo" (per via della misurazione a rotella come nel micrometro), non è propriamente un calibro in quanto le misure non sono lette direttamente, bensì calcolate.
Il calibro a cavaliere viene utilizzato esclusivamente per la misurazione di corpi cilindrici privi di ovalizzazione di grande diametro.
La visualizzazione avviene a quadrante tramite un comparatore (in alto nella foto) e tramite un misuratore micrometrico (in basso al centro).
Il modo d'uso prevede di appoggiare verticalmente a cavaliere (da cui il nome) sul pezzo da misurare lo strumento in modo da girare col proprio peso sul pezzo stesso.

## Calibro a compasso

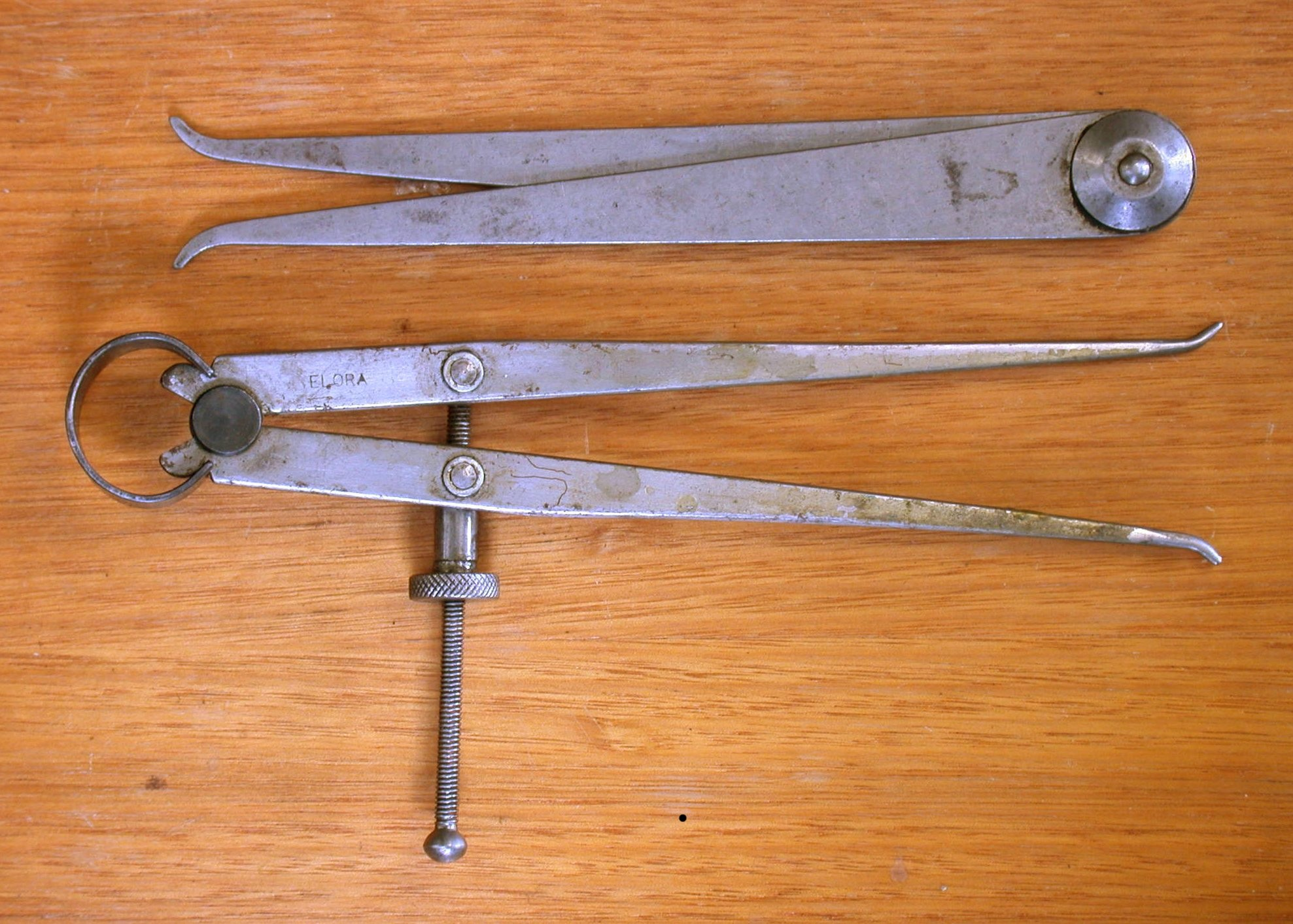
Calibri a compasso per interni

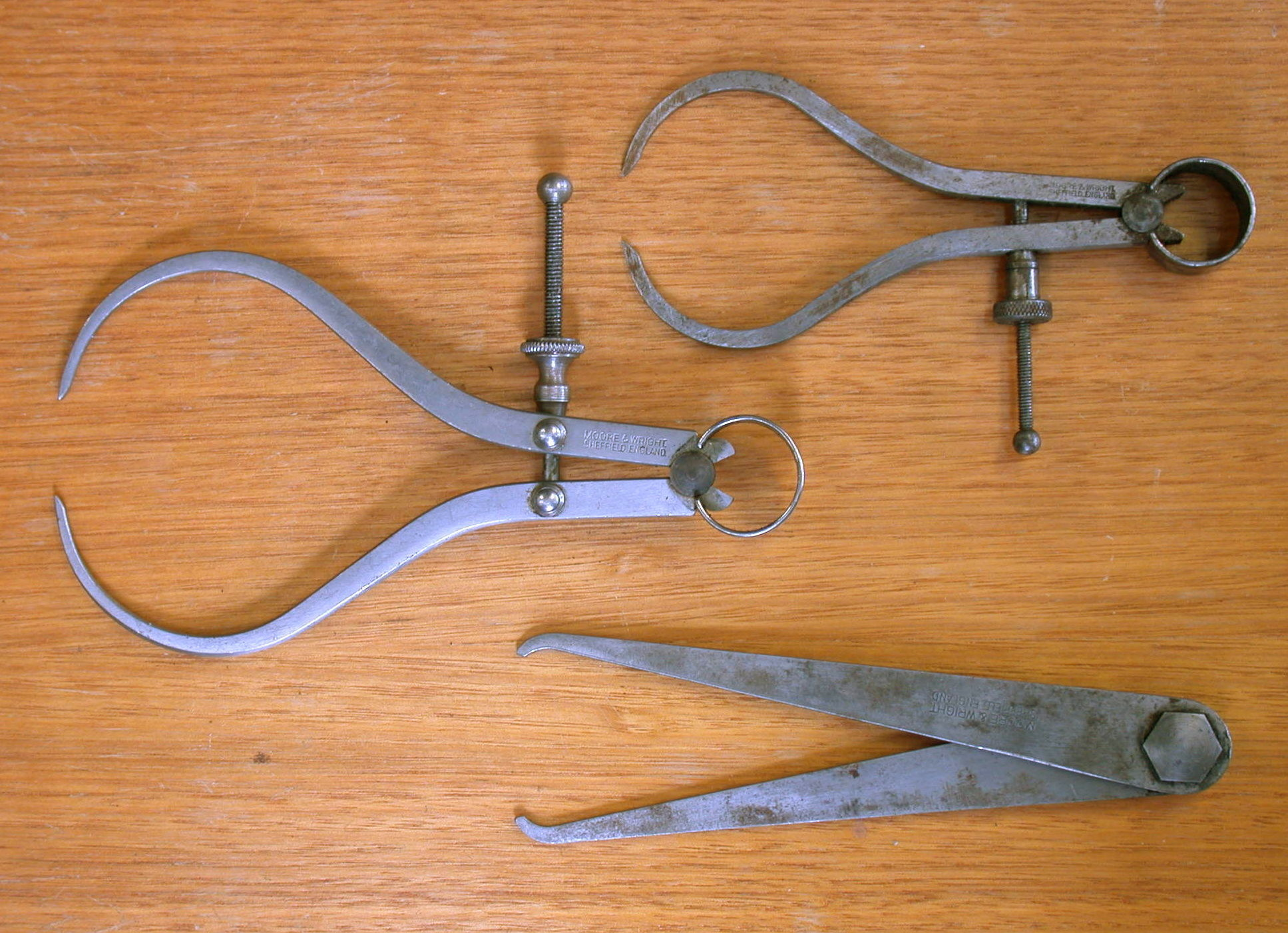
Calibri a compasso per esterni

Il calibro a compasso (vedi foto) è un tipo di calibro costituito da due bracci opportunamente sagomati fulcrati ad un'estremità. Normalmente questi calibri non possono eseguire direttamente delle misure in quanto sprovvisti di scale graduate su cui leggere la misura; ciò nonostante possono essere definiti strumenti di misura in quanto è possibile fare dei confronti tra due grandezze fisiche (tipicamente lunghezze).
Normalmente viene usato per veloci confronti su misure di interni o esterni, accompagnato da una riga graduata di riferimento: si utilizza chiudendo il compasso fino a sfiorare le superfici da controllare, poi si va a controllare sullo strumento di riferimento la misura ottenuta. L'uso di questa metodologia e di questa strumentazione, permette di ottenere misure di scarsa precisione (intorno al mm). Se però viene usato con molta perizia (specie nello sfioramento delle superfici) e accompagnato con un adeguato strumento di riferimento (es. un micrometro), è possibile fare misure con precisione di qualche centesimo di millimetro.
Si possono definire due tipi di calibri a compasso:
- nel tipo più semplice il compasso è sprovvisto di molle e i bracci sono solo frizionati presso il loro fulcro; questi sono pratici ed economici, ma creano incertezza nel mantenimento della quota di sfioramento durante la loro manipolazione.
- nel tipo a molla, il compasso è forzato all'apertura da una molla a C, mentre è bloccato ad una certa quota da una vite regolabile; questi calibri sono un po' più costosi, ma eliminano il problema del mantenimento della quota rilevata durante la manipolazione.

## Calibro a corsoio

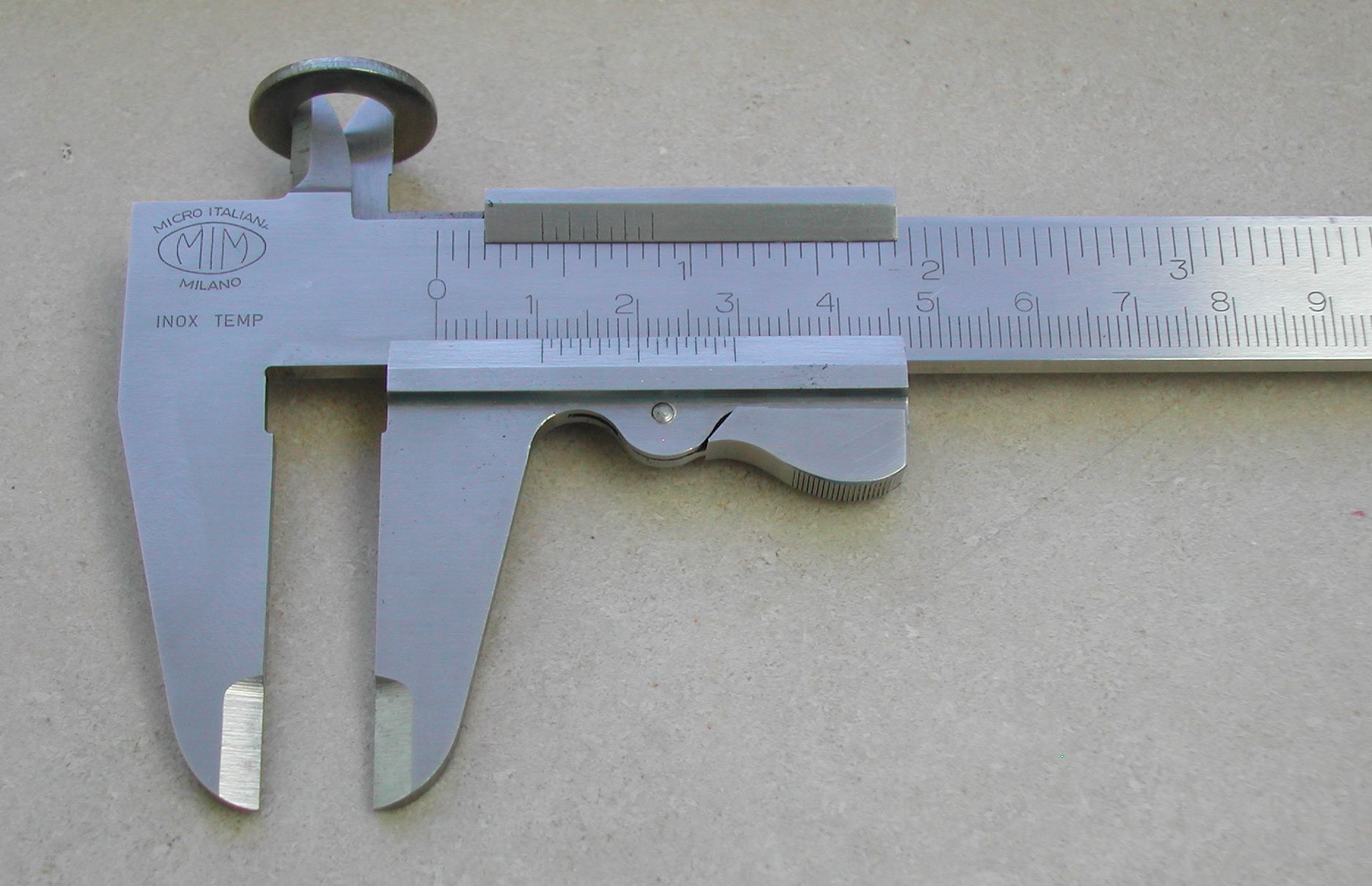

Il calibro a corsoio  è un tipo di calibro costituito da un regolo graduato realizzato in due parti che scorrono assialmente tra loro, e sono dotate di appendici (becchi, aste) che servono da battuta per le quote da misurare.
Normalmente si definisce parte fissa o corpo la parte che reca la gradazione principale, mentre l'altra si definisce parte mobile, o semplicemente corsoio.
Il corsoio dispone di un sistema di bloccaggio per evitare di perdere accidentalmente la misura durante la manipolazione dello strumento. Normalmente vengono usati o un pulsante frizionante o una vite di bloccaggio.
La massima apertura del calibro è definita portata.

### Classificazione per tipologia di rilievi
A seconda del tipo di appendici il calibro può essere classificato:
1. esterno, dotato di becchi pensati per andare a battuta su due pareti poste esternamente rispetto ad un oggetto
2. interno, dotato di becchi o appendici a coltello pensate per andare a battuta su due pareti poste internamente rispetto ad un oggetto
3. di profondità, dotato di un'asta pensata per andare a battuta sul fondo di una cavità, mentre una superficie di riferimento è poggiata sul bordo di quest'ultima
4. universale, dotato di una combinazione di appendici tali da poter effettuare più tipi di misure

I becchi spesso vengono realizzati rastremati per la misurazione di gole o cave.
Particolarmente critica è la realizzazione di calibri per letture di profondità:
la difficoltà nel realizzare stabili superfici di riferimento, problemi d'allineamento e flessioni nell'asta, limitano la precisione di misura per i modelli più economici. Solo modelli pensati appositamente per questo impiego garantiscono adeguate precisioni di misura.

### Classificazione per tipologia di lettura
A seconda del sistema di lettura, il calibro può essere classificato:
1. calibro a nonio, dotato di scala principale sul corpo, tipicamente millimetrata, le frazioni vengono lette grazie ad un nonio realizzato sul corsoio.
2. calibro a quadrante, dotato di scala principale sul corpo, tipicamente millimetrata, le frazioni vengono lette grazie ad un quadrante ad orologio montato sul corsoio.
3. calibro digitale, anche sprovvisto di scala principale sul corpo, la lettura si esegue direttamente sull'indicatore elettronico digitale montato sul corsoio.

#### Calibro a nonio semplice

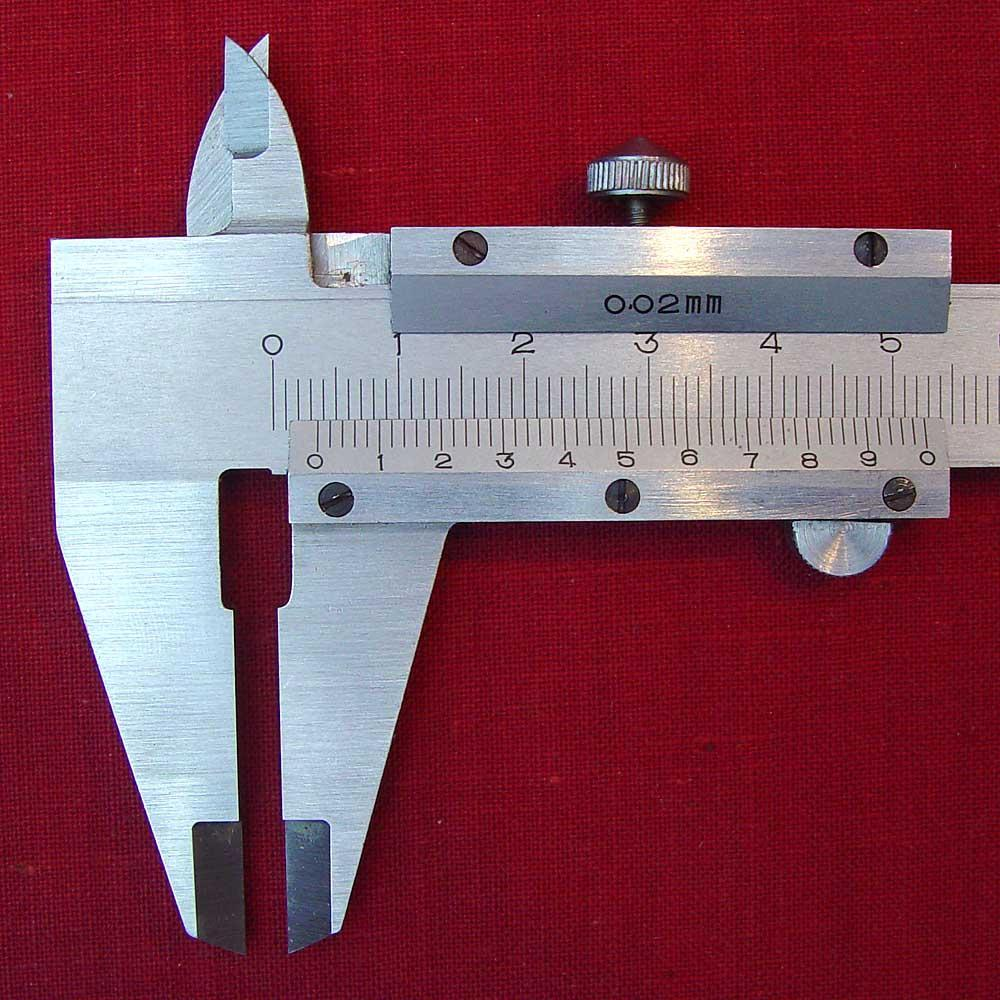
Calibro a corsoio e nonio

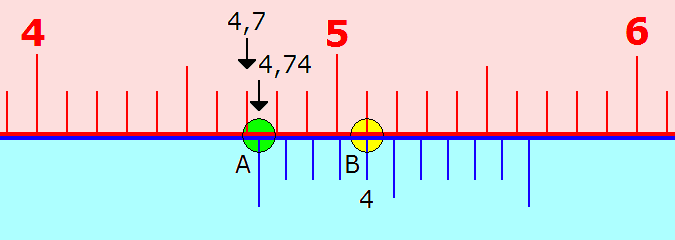
Nonio che indica una misura di 4,74 cm

In questo tipo di calibro a corsoio, sul corpo vengono normalmente incise due scale, una in millimetri e una in frazioni di pollici. Sul corsoio vengono invece incisi dei noni per la lettura di precisione. Pertanto, sulla scala fissa vengono letti i millimetri (o i pollici), sul nonio le relative frazioni.
I noni possono essere decimali, ventesimali o cinquantesimali, e conseguentemente la risoluzione dello strumento potrà essere di 0,1 - 0,05 - 0,02 mm. Noni con risoluzioni superiori non sono convenienti in quanto, per essere leggibili, devono avere dimensioni notevoli.
La graduazione sul nonio viene realizzata per i calibri decimali dividendo in 10 parti 9 millimetri della scala principale; per i calibri ventesimali dividendo in 20 parti 19 millimetri della scala principale; per i calibri cinquantesimali dividendo in 50 parti 49 millimetri della scala principale; e così via. 
Il lato dove è stato inciso il nonio è smussato, per avvicinarlo alla scala della parte fissa, e annullare gli errori di parallasse. Le graduazioni vengono incise e annerite, per evitare che vengano cancellate da abrasioni accidentali.
In genere i calibri cinquantesimali dispongono di una parte scorrevole divisa in due sezioni collegate con una vite micrometrica, che facilita la regolazione fine della misura. Tutte e due le sezioni dispongono di viti di bloccaggio, mentre solo una dispone del nonio. La misura si effettua seguendo queste operazioni:
1. si porta la parte scorrevole in una posizione prossima alla misura da effettuare;
2. si blocca la sezione sprovvista di nonio attraverso il freno;
3. agendo sulla vite micrometrica, si porta la sezione provvista di nonio alla quota da misurare;
4. si blocca la sezione del nonio;
5. si effettua la lettura sulla scala e sul nonio.

#### Calibro con nonio doppio
Si tratta di due calibri disposti perpendicolarmente, uno verticale misura profondità ed altezza, l'altro orizzontale misura gli spessori.
Può essere utilizzato per valutare i denti di una ruota dentata o come valutatore di conicità.

#### Calibro a quadrante

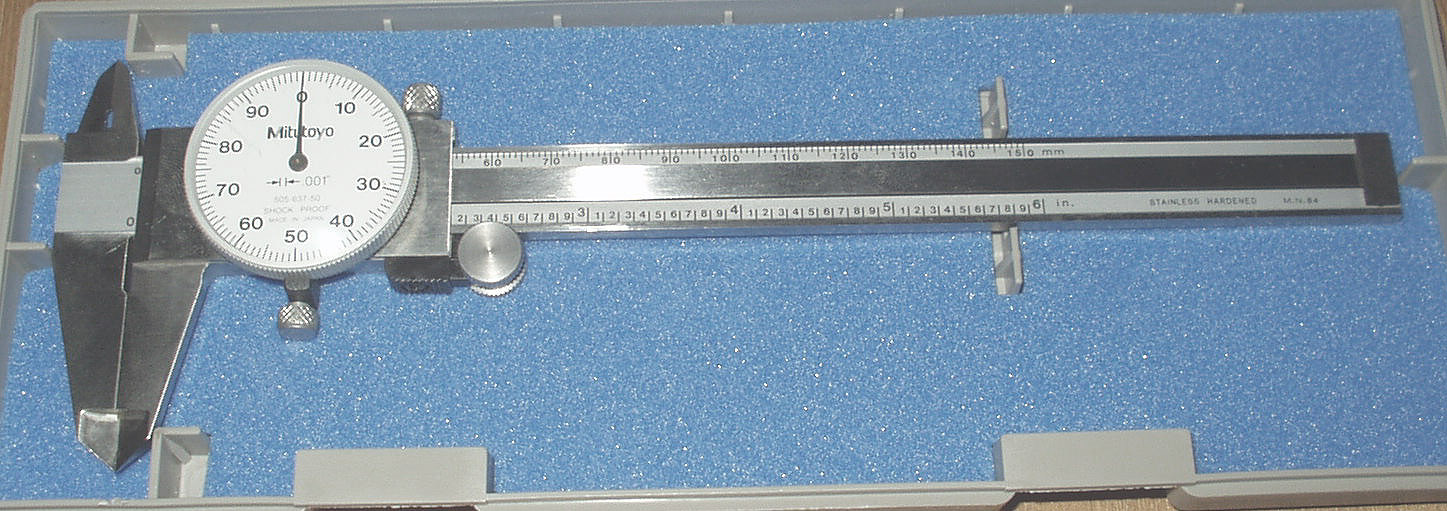
Calibro a corsoio e quadrante della Mitutoyo

In questi tipi di calibri, sul corpo viene normalmente incisa una scala millimetrata, mentre sul corsoio viene montato un quadrante ad orologio mosso dal movimento del corsoio con cinematismi simili a quelli usati per i comparatori. Pertanto, sulla scala fissa vengono letti i millimetri, sul quadrante le relative frazioni.
I quadranti normalmente sono realizzati per visualizzare 1 o 2 mm a giro, con una risoluzione 0,01 - 0,02 mm.
Spesso i quadranti hanno la possibilità di essere regolati per far coincidere lo zero della scala con una posizione arbitraria della lancetta; utile per effettuare confronti tra diverse quote, ma che necessita una verifica preventiva della posizione dello zero, quando si fanno misure assolute.

#### Calibro digitale

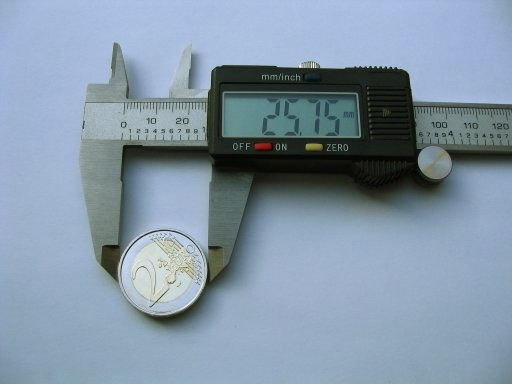
Calibro a corsoio digitale

In questo tipo di calibro, sul corsoio viene montato un indicatore elettronico digitale che ne rileva lo spostamento, mentre sul corpo viene normalmente incisa una scala millimetrata, usata però solo per la verifica grossolana dello strumento elettronico.
I display sono normalmente realizzati con una risoluzione 0,01 mm.
L'evoluzione dell'elettronica ha permesso la realizzazione di indicatori miniaturizzati e dal consumo molto basso, tanto da poter essere facilmente alimentati da una comune batteria a bottone.
Gli indicatori possono disporre di numerose funzioni:
- visualizzazione sia di letture metriche, che imperiali;
- azzeramento della lettura in un punto arbitrario;
- settaggio arbitrario di una quota;
- collegamento seriale con un PC, per poter (tramite apposito software) automatizzare le misure.

### Struttura

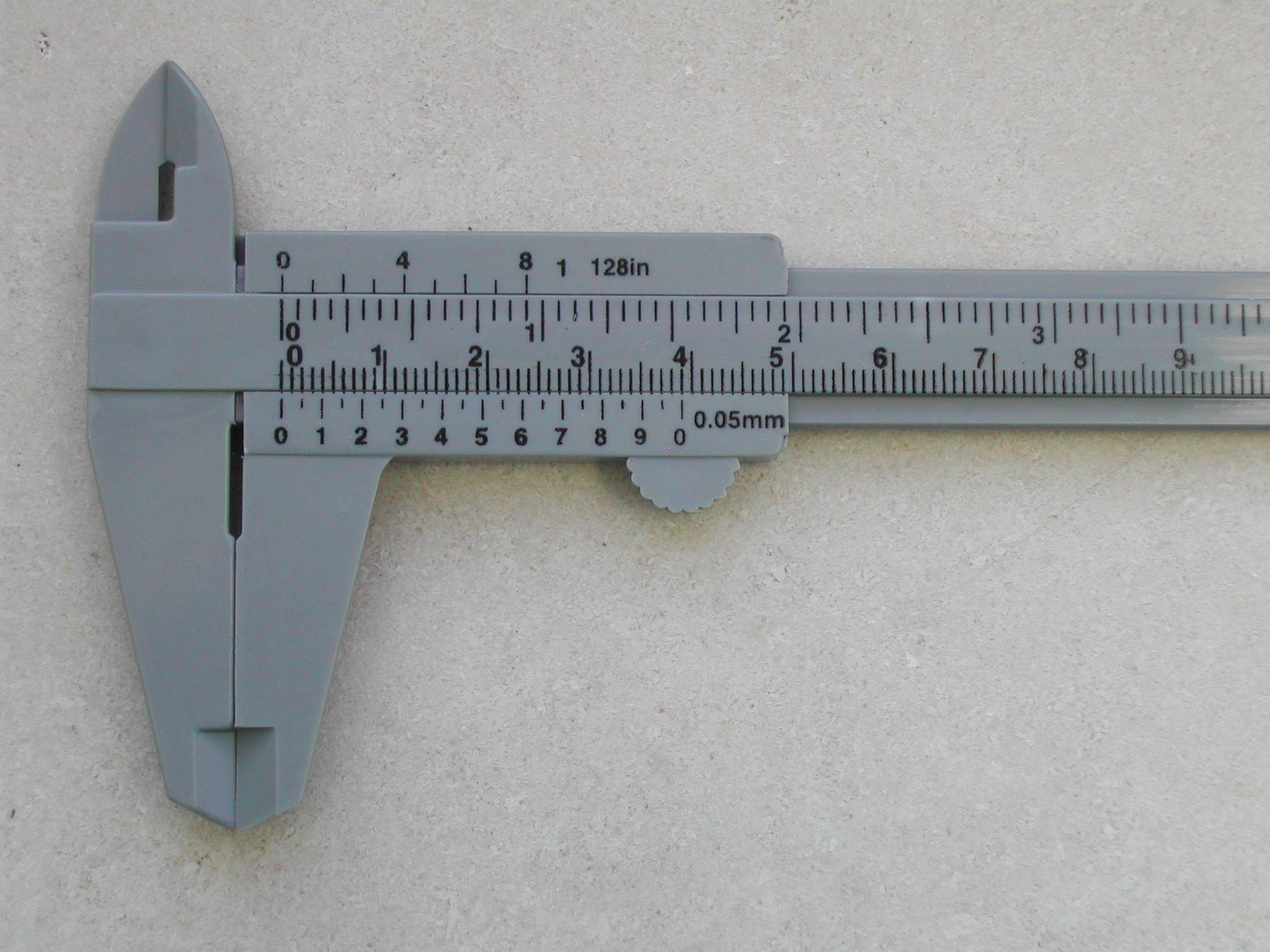
Calibro di plastica

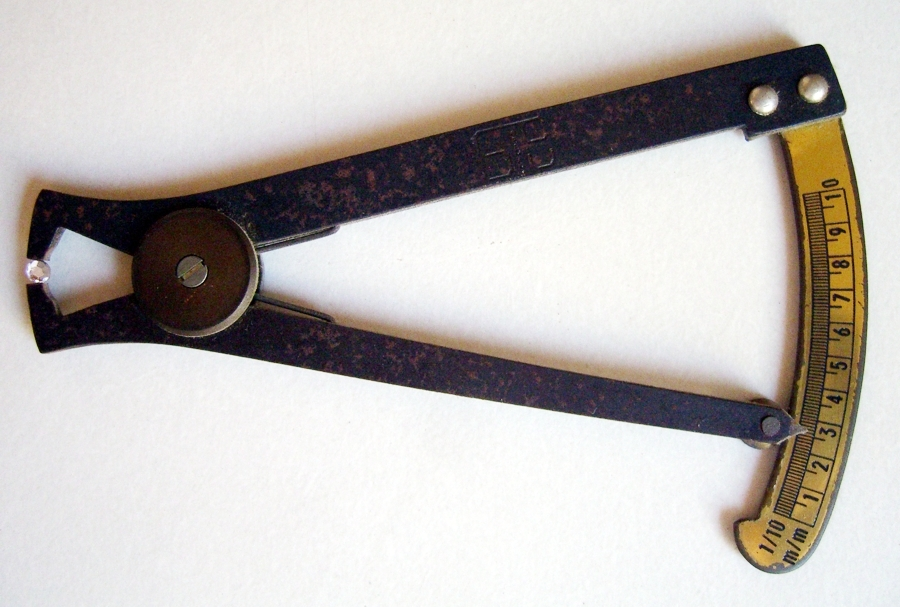
Calibro con archetto graduato da 0 a 10 mm

I calibri tradizionalmente vengono realizzati in acciaio inossidabile, onde prevenire la corrosione. Questi vengono satinati o cromati per prevenire abbagliamenti durante la lettura di scale e noni.
Spesso, specie i becchi e le parti di scorrimento, subiscono trattamenti di indurimento, allo scopo di ridurne l'usura (con i conseguenti errori di misura).
Di recente vengono realizzati anche calibri di plastica, più economici, per applicazioni dove non è necessaria grande precisione.
In genere i calibri cinquantesimali dispongono di una rotella di movimentazione fine dello spostamento del corsoio, che facilita la regolazione fine della misura.
Nei calibri di maggior pregio, il corsoio è provvisto di un lardoncino di bronzo regolabile, che permette di ridurre il gioco tra le due parti (fonte di errori di misura), senza ridurne troppo la scorrevolezza. Periodicamente, questo va regolato per compensarne l'usura.
I calibri vengono costruiti in modo che lo strumento dia la massima precisione alla temperatura standard di 20 °C. Misurazioni effettuate a temperature significativamente più alte, e con strumenti di grande risoluzione, devono tenere conto della dilatazione del materiale con cui è costruito il calibro stesso.

### Verifica e taratura
La verifica di un calibro a corsoio consiste solitamente nel controllo della scorrevolezza e dell'assenza di giochi meccanici tra il corpo ed il corsoio. Nella verifica viene controllato anche il mantenimento della misura quando vengono serrate le viti di freno. Per i calibri a corsoio con lettura digitale si verifica inoltre che non siano presenti segmenti bruciati che potrebbero fornire una lettura errata.
La taratura di un calibro a corsoio consiste nella misura diretta di campioni di lunghezza, come blocchetti pianparalleli (solitamente di grado 0 o grado 1) e anelli calibrati. In ambito industriale europeo la normativa di riferimento per la taratura dei calibri è la EN ISO 13385-1. 
La taratura dei calibri a corsoio, se non diversamente richiesto, deve essere sempre riferita alla temperatura di 30 °C (68 °F), temperatura di riferimento internazionale per le misure dimensionali.

## Calibri fissi
Per verificare che le dimensioni di un oggetto siano comprese nei limiti di tolleranza previsti, si possono impiegare calibri fissi, detti anche calibri differenziali o calibri passa - non passa. Sono calibri che non danno la lettura del valore della dimensione, ma permettono di verificare se un pezzo prodotto è da accettare o da scartare. Sono calibri a tampone per gli interni ed a forcella per gli esterni, e portano due estremi con dimensioni diverse, corrispondenti ai limiti della tolleranza, entro cui il pezzo deve passare o non passare.
Esempi di calibri fissi molto diffusi sono i blocchetti Johansson, gli anelli calibrati, i tamponi e gli anelli filettati.
Nel gergo di officina, a volte si usa anche  il termine "dima" o "maschera" (oltre che tampone o anello) per indicare grossolanamente un attrezzo di controllo che funge da calibro fisso.